# 錦州 (貴州省)
錦州（きんしゅう）は、中国にかつて存在した州。唐代に現在の重慶市南東部・湖南省北西部・貴州省北東部にまたがる地域に設置された。

## 概要
686年（垂拱2年）、唐により辰州麻陽県の地が分割されて、錦州と4県が置かれた。742年（天宝元年）、錦州は盧陽郡と改称された。758年（乾元元年）、盧陽郡は錦州の称にもどされた。錦州は江南西道に属し、盧陽・招諭・渭陽・常豊・洛浦の5県を管轄した。